# Kanton Saint-Loup-Lamairé
Kanton Saint-Loup-Lamairé (fr. Canton de Saint-Loup-Lamairé) je francouzský kanton v departementu Deux-Sèvres v regionu Poitou-Charentes. Skládá se ze sedmi obcí.

## Obce kantonu
- Assais-les-Jumeaux
- Le Chillou
- Gourgé
- Louin
- Maisontiers
- Saint-Loup-Lamairé
- Tessonnière